# 卡佩纳门

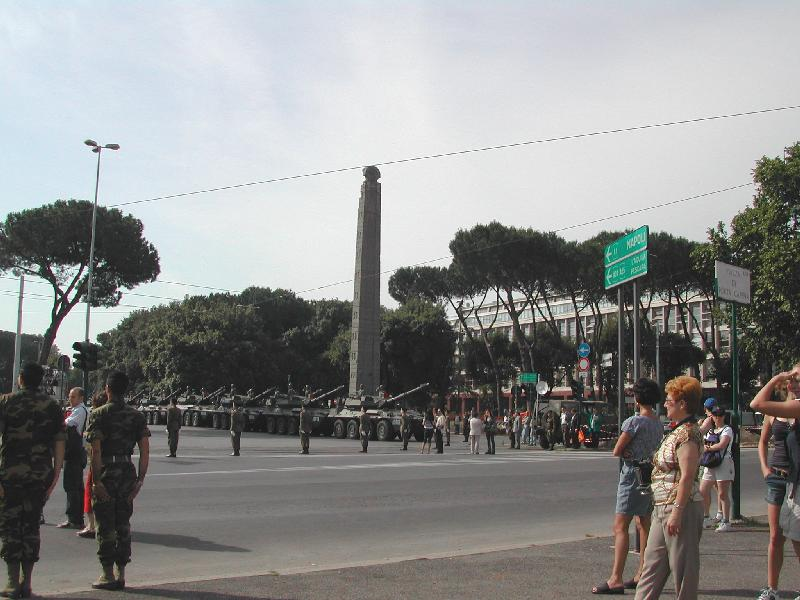
阿克苏姆方尖碑

卡佩纳门（Porta Capena）是罗马塞维安城墙的一座城门，靠近西里欧山。根据古罗马传说，这里是陸馬·龐培留斯和宁芙埃格里亚相会的小树林。它是罗马城的主要入口之一，因为亚壁古道经此出入。卡佩纳门名称的起源尚不清楚，但它可能指明一个事实：这条大道通往罗马以南坎帕尼亚大区的重要城市Capua卡普阿。
古罗马诗人尤维纳利斯告诉我们，乞丐们经常光顾卡佩纳门，特别是犹太乞丐 。
卡佩纳门广场是联合国粮食及农业组织总部的所在地。从1937年到2004年，阿克苏姆方尖碑位于此处。